# Goldbeck
Goldbeck ist eine Gemeinde im Landkreis Stendal in Sachsen-Anhalt. Sie ist Mitgliedsgemeinde der Verbandsgemeinde Arneburg-Goldbeck.

## Geographie

### Lage
Die Gemeinde Goldbeck mit ihren 5 Ortsteilen liegt zwischen den Städten Stendal und Osterburg (Altmark) in der Altmark. Goldbeck, ein Straßendorf mit Kirche, liegt 11 Kilometer südöstlich von Osterburg (Altmark) und zwölf Kilometer nördlich der Kreisstadt Stendal an der Uchte.
Umgeben ist Goldbeck von den Nachbargemeinden Hohenberg-Krusemark im Nordosten und Osten, Eichstedt (Altmark) im Südosten, Klein Schwechten im Südwesten sowie Osterburg (Altmark) im Nordwesten.

### Gemeindegliederung
Zur Gemeinde Goldbeck gehören die Ortsteile Goldbeck, Bertkow im Osten, Möllendorf im Norden, Plätz im Nordosten und im Nordwesten Petersmark mit dem Wohnplatz Tympen.

## Geschichte

### Mittelalter
Im Jahre 1285 wird ein hermanno de goltbeke in Stendal als Zeuge genannt. Die erste urkundliche Erwähnung von Goldbeck stammt aus dem Jahre 1359 als to goldbeke, als Claus von Vincelberg das Lehnpferd aus Goldbeck überlassen wurde.

### Herkunft des Ortsnamens
Der Name Goldbeke ist deutschen Ursprungs und soll auf einen kieseligen Untergrund verweisen.

### Eingemeindungen
Das Dorf gehörte bis 1807 zum Arneburgischen Kreis der Mark Brandenburg in der Altmark. Danach lag es bis 1813 im Kanton Arneburg auf dem Territorium des napoleonischen Königreichs Westphalen. Ab 1816 gehörte die Gemeinde zum Kreis Osterburg, dem späteren Landkreis Osterburg.
Am 20. Juli 1950 wurden die Gemeinden Möllendorf und Petersmark aus dem Landkreis Osterburg nach Goldbeck eingemeindet. Am 25. Juli 1952 wurde die Gemeinde Goldbeck dem Kreis Stendal zugeordnet. Am 1. Juli 1994 kam Goldbeck zum heutigen Landkreis Stendal.
Am 1. Januar 2009 wurde die bis dahin selbstständige Gemeinde Bertkow mit ihren Dörfern und Ortsteilen Bertkow und Plätz nach Goldbeck eingemeindet. Das Gemeindegebiet vergrößerte sich dadurch von 14,29 km² auf 26,85 km².
Am 20. Juli 1950 war die Gemeinde Plätz in die Gemeinde Bertkow eingemeindet worden. Der Ortsteil Plätz kam somit ab 1. Januar 2009 zu Goldbeck. Bereits am 30. September 1928 war der Gutsbezirk Alt-Bertkow mit der Landgemeinde Bertkow vereinigt worden.

### Einwohnerentwicklung

#### Gemeinde
| Jahr | Einwohner |
| ---- | --------- |
| 1734 | 099       |
| 1772 | 070       |
| 1790 | 084       |
| 1798 | 093       |
| 1801 | 101       |
| 1818 | 105       |
| 1840 | 100       |
| 1864 | 152       |

| Jahr | Einwohner |
| ---- | --------- |
| 1871 | 0180      |
| 1885 | 0262      |
| 1895 | 0624      |
| 1900 | [00]742   |
| 1905 | 1001      |
| 1910 | [00]1121  |
| 1925 | 1082      |
| 1939 | 1105      |

| Jahr | Einwohner |
| ---- | --------- |
| 1946 | 1723      |
| 1964 | 1795      |
| 1971 | 1652      |
| 1981 | 1505      |
| 1990 | [00]1388  |
| 1993 | 1382      |
| 2006 | 1324      |
| 2011 | [00]1505  |

| Jahr | Einwohner |
| ---- | --------- |
| 2015 | [00]1449  |
| 2020 | [00]1388  |
| 2021 | [00]1408  |
| 2023 | [00]1406  |

Quelle, wenn nicht angegeben, bis 2006:

### Ortsteil
| Jahr      | 2014 | 2015 | 2017 | 2018 | 2020 | 2021 | 2022 | 2023 |
| Einwohner | 0991 | 0997 | 1003 | 0966 | 0997 | 0998 | 0980 | 0976 |

## Religion

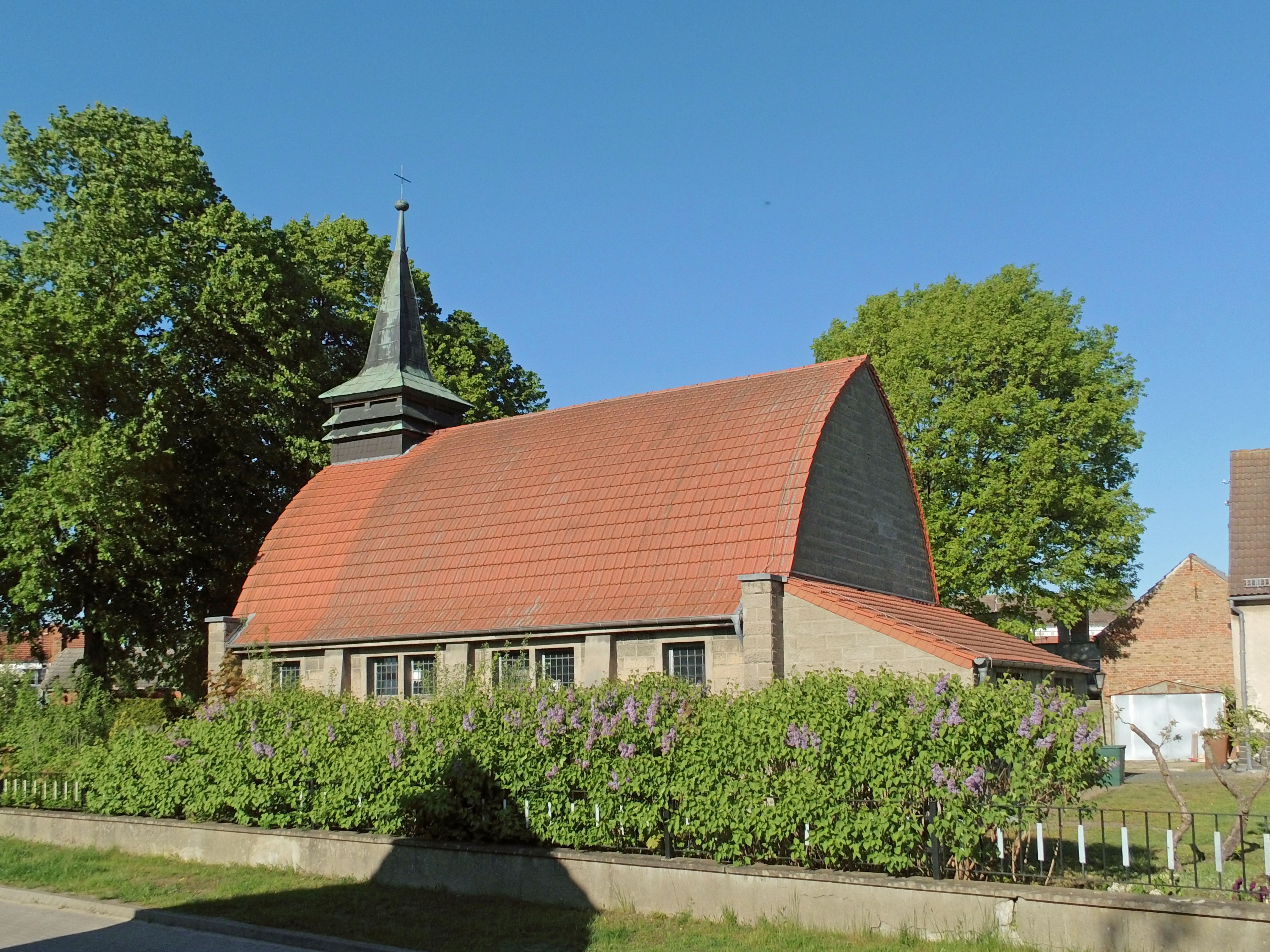
St.-Bernhard-Kirche (2015)

### Konfessionsstatistik
Die Volkszählung in Deutschland 2022 zeigte, dass von den 1.394 Einwohnern der Gemeinde Goldbeck rund 20 % der evangelischen und rund 2 % der katholischen Kirche angehörten.

### Christentum
Die evangelische Kirche befindet sich an der Alten Dorfstraße, ihre Kirchengemeinde gehört zum Pfarrbereich Klein Schwechten im Kirchenkreis Stendal im Bischofssprengel Magdeburg der Evangelischen Kirche in Mitteldeutschland. Die Kirchengemeinde Goldbeck gehörte früher zur Pfarrei Bertkow.
Die katholische St.-Bernhard-Kirche wurde 1929 nach Plänen von Kurt Matern erbaut und 2013 geschlossen, sie befand sich an der Clara-Zetkin-Straße und gehörte zuletzt zur Pfarrei St. Anna in Stendal. 1946 kam mit Heimatvertriebenen ihr erster und einziger Pfarrer nach Goldbeck, zuvor wurden die Katholiken in Goldbeck von der Kirchengemeinde Osterburg aus betreut.

## Politik
In Goldbeck befindet sich der Sitz der Verbandsgemeinde Arneburg-Goldbeck, der weitere sieben Gemeinden angehören.

### Bürgermeister
Seit April 2021 ist Christian Masche Bürgermeister der Gemeinde. Zuvor war Torsten Dobberkau 10 Jahre lang Bürgermeister. Er trat Ende November 2020 aus gesundheitlichen Gründen zurück.

### Gemeinderat
Die Gemeinderatswahl am 9. Juni 2024 ergab folgendes Ergebnis (in Klammern Sitze nach der Wahl von 2019):
- 8 Sitze Unabhängige Wählergemeinschaft Goldbeck (8 Sitze)
- 3 Sitze Wählergemeinschaft Bertkow (2 Sitze)
- 1 Sitz CDU

Drei Gemeinderäte sind Frauen.
Der Bürgermeister ist ebenfalls Mitglied des Gemeinderats.
Von 1182 Wahlberechtigten hatten 778 ihre Stimme abgegeben, die Wahlbeteiligung betrug damit 65,82 Prozent.

## Kultur und Sehenswürdigkeiten
- Die evangelische Dorfkirche Goldbeck ist ein gotisierender Neubau aus dem Jahr 1894. Vom Vorgängerbau ist der rechteckige Westturm aus Feldstein erhalten, der wohl aus dem 15. Jahrhundert stammt. Seine Westseite wurde 1874 in Backstein weitgehend erneuert.[2] Weitere evangelische Kirchen befinden sich in den Ortsteilen.
- Im Ortsteil Möllendorf steht die Dorfkirche Möllendorf mit beachtenswerten alten Wandmalereien.
- Gedenkstein von 1976 vor der Sekundarschule mit dem Namen der Geschwister Scholl, die als christliche Antifaschisten 1943 ermordet wurden
- In Goldbeck steht ein Denkmal für die Gefallenen des Ersten Weltkrieges Form eines Tempels mit einer eingelassenen Metalltafel.[26]

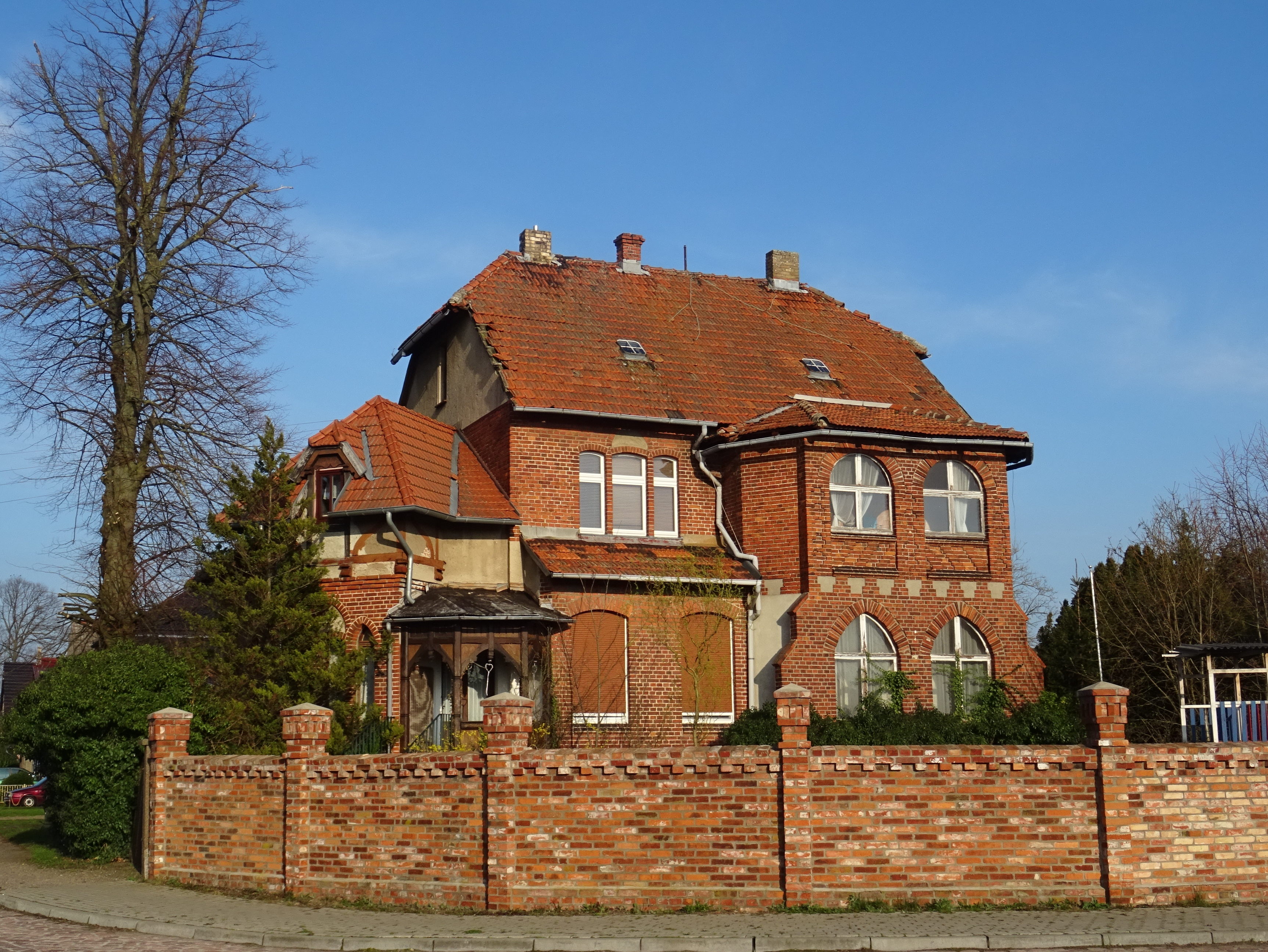
Denkmalgeschütztes Wohnhaus in der Bertkower Str. 21

## Verkehrsanbindung
Der Goldbecker Bahnhof liegt an der Bahnstrecke Magdeburg–Stendal–Wittenberge und war bis 1971 auch Ausgangspunkt der Kleinbahn Goldbeck–Werben (Elbe). Im Stundentakt hält die Linie S1 der S-Bahn Mittelelbe.
Von Goldbeck aus führen Landstraßen in die umliegenden Städte Osterburg (Altmark), Arneburg, Stendal und Werben (Elbe).

## Persönlichkeiten
- Hans-Joachim Dobberkau (1933–2018), Mediziner
- Ernst Lindner (1935–2012), Fußballspieler, deutscher Nationalspieler